# Balástya
Balástya là một thị trấn thuộc hạt Csongrád, Hungary. Thị trấn này có diện tích 110 km², dân số năm 2010 là 3452 người, mật độ 31 người/km².